# Chloropseustes sanguinolentus
Chloropseustes sanguinolentus is een rechtvleugelig insect uit de familie veldsprinkhanen (Acrididae). De wetenschappelijke naam van deze soort is voor het eerst geldig gepubliceerd in 1978 door Amédégnato & Descamps.